# Катастрофа Convair 880 под Цинциннати
Катастрофа Convair 880 под Цинциннати — крупная авиационная катастрофа пассажирского самолёта Convair CV-880-22-1 авиакомпании Trans World Airlines (TWA), произошедшая поздним вечером в понедельник 20 ноября 1967 года в районе аэропорта Северный Кентукки города Цинциннати (расположен в соседнем штате Огайо). Авиалайнер с 82 людьми на борту завершал рейс из Лос-Анджелеса (штат Калифорния), когда при заходе на посадку врезался в деревья, в результате чего разрушился. В катастрофе погибли 70 человек, что делает её крупнейшей в штате Кентукки.

## Самолёт
Convair CV-880-22-1 с регистрационным номером N821TW (заводской — 22-00-27) был выпущен 20 декабря 1960 года, а 8 января 1961 года был передан заказчику — американской авиакомпании TWA, в которую поступил 12 января (номер во флоте авиакомпании — 8821). На момент происшествия планер имел общую наработку 18 850 часов, в том числе 5640 часов от последнего капитального ремонта. Под крылом были установлены четыре реактивных двигателя General Electric CJ-805-3A, из которых первый двигатель (крайний левый) имел наработку 14 679 часов (в том числе 4076 часов после капитального ремонта), второй — 12 355 часов (в том числе 620 часов после капитального ремонта), третий — 13 612 часов (в том числе 4127 часов после капитального ремонта), четвёртый (крайний правый) — 15 379 часов (в том числе 1751 час после капитального ремонта).
По имеющимся данным борт N821TW обслуживался в соответствии с установленными правилами и положениями, был сертифицирован и подготовлен к полёту. Согласно техническому журналу, на день происшествия был полностью исправен. Вес и центровка при вылете в роковой рейс и на момент происшествия были в пределах установленного. Запас топлива на борту при вылете составлял 71 000 фунтов (32 000 кг), в момент происшествия — примерно 29 600 фунтов (13 400 кг).

## Экипаж
- Командир воздушного судна — 45-летний Чарльз Л. Кокран (англ. Charles L. Cochran), — пилот 2-го класса, был квалифицирован на пилота одно- и многомоторных самолётов, в том числе семейства Lockheed Constellation, и CV-880/990, а также пилота-инструктора Lockheed Constellation. Коллегами характеризовался положительно, последние проверки проходил удовлетворительно, метеорологический минимум — 110 футов (34 м) на 1200 футов (370 м). Общий налёт 12 895 часов, в том числе 1390 часов на CV-880. Налёт за последние 90 дней — 169 часов, за последние 30 дней — 57 часов. Отдых перед полётом составил 14 часов 23 минуты. На момент происшествия работал уже 4 часа 20 минут, в том числе 3 часа 20 минут в полёте[5][6].
- Второй пилот — 33-летний Роберт П. Мойерс (англ. Robert P. Moyers). Был квалифицирован на пилота одно- и многомоторных самолётов, в том числе и Boeing 377. Общий налёт 2647 часов, в том числе 447 часов на CV-880. Налёт за последние 90 дней — 192 часа, за последние 30 дней — 66 часов. Отдых перед полётом и рабочее время на момент происшествия были, как у командира[6].
- Бортинженер — 29-летний Джерри Л. Роудес (англ. Jerry L. Roades). Имел квалификацию бортинженера гражданских и реактивных самолётов. Общий налёт в должности бортинженера CV-880 составлял 288 часов, в должности бортинженера остальных самолётов — 3479 часов[6].

В салоне работали 4 стюардессы, которые имели необходимую квалификацию.

## Катастрофа
Борт N821TW выполнял регулярный внутренний пассажирский рейс TW-128 по маршруту Лос-Анджелес — Цинциннати — Питтсбург — Бостон, а в 17:37 с 75 пассажирами и 7 членами экипажа на борту вылетел из Лос-Анджелесского аэропорта. Без отклонений лайнер выполнил значительную часть маршрута, и уже в районе Цинциннати экипажу было дано разрешение выполнять заход на посадку на полосу 18. В 20:56 с самолёта доложили о пролёте дальнего приводного радиомаяка, на что диспетчер дал разрешение на посадку. Часть курсо-глиссадной системы, включая средний маркерный радиомаяк и огни подхода полосы, не работала в связи с ремонтом, но экипаж был в курсе об этом. По данным метеослужбы в регионе в это время шёл лёгкий снег, пасмурно, ветер 110° 7 узлов, вертикальная видимость составляла 1000 футов (300 м), а горизонтальная — 1 миля (1,6 км). Установленный метеорологический минимум для захода на данную полосу составлял 300 футов (91 м) на 1 милю, то есть ниже фактической погоды, а потому посадка была разрешена. Высота аэродрома над уровнем моря (уровень аэродрома) составляла 890 футов (270 м), на основании чего экипаж установил на высотомере высоту принятия решения 1290 футов (390 м) (400 футов (120 м) над уровнем аэродрома), о достижении которой вскоре сказал командир.
В это время было уже темно. Трое очевидцев наблюдали самолёт, который снижался ниже, чем обычно это делают другие самолёты, после чего скрылся за деревьями, а через несколько секунд произошёл взрыв. В 20:56:49 летящий на скорости 191 узел и по курсу 180° рейс 128 в посадочной конфигурации (шасси выпущены и зафиксированы, закрылки на 50°, спойлеры убраны) в 9357 футов (2852 м) от торца полосы зацепил небольшие ветки, а в 9378 футов (2858 м) от торца полосы на высоте 875 футов (267 м) врезался в толстое дерево. Потеряв скорость, машина пронеслась через лес, прежде чем остановилась на расстоянии 6878 футов (2096 м) от торца полосы и в 429 футов (131 м) правее продолжения её оси.
Возникший пожар уничтожил разрушенный самолёт, при этом на месте происшествия погибли 60 человек. Позже в больницах от полученных травм умерли ещё 10. Выжили только 12 человек: 10 пассажиров и 2 стюардессы. Всего в катастрофе таким образом погибли 70 человек: 65 пассажиров и 5 членов экипажа. На момент событий это была крупнейшая катастрофа самолёта Convair 880, в настоящее время — вторая (после катастрофы во Вьетнаме в 1972 году, 81 погибший). Также остаётся (на 2015 год) крупнейшей авиационной катастрофой в штате Кентукки.

## Причины

### Расследование
По мнению комиссии, расследующей происшествие, полёт до Цинциннати в целом прошёл без отклонений вплоть до начала выполнения захода на посадку. Когда рейс 128 в процессе снижения прошёл высоту 15 500 футов (4700 м), кто-то в кабине обратил внимание на высокую скорость снижения, а также что лайнер вошёл в облака. По данным в диспетчерском центре Цинциннати к северу от аэропорта наблюдался тонкий слой облачности с вершинами около 15 000 футов (4600 м). Один из выживших пассажиров также указывал, что наблюдал луну до выполнения захода на посадку. Противообледенительная система была включена, а экипаж не заметил в её работе никаких сбоев. Лёгкое обледенение началось на высоте 20 000 футов (6100 м), далее с высоты 16 000 футов (4900 м) начиналось умеренное обледенение, с 12 000 футов (3700 м) — сильное, с 6000 футов (1800 м) и до земли — снова умеренное. Турбулентность была лёгкой, в отдельных зонах умеренной. Самописец зафиксировал влияние турбулентности на высотах от 16 000 футов (4900 м) до 9000 футов (2700 м). После перехода на связь с диспетчером подхода экипаж получил настройку высотомера «30,06», однако выставил «30,07», так как слышал, что ранее такую настройку диспетчер передал другому самолёту.
Исходя из показаний других экипажей, а также данным метеорологических станций в данном регионе, на высоте около 4000 футов (1200 м) экипаж должен был увидеть аэропорт. За 7 минут до происшествия диспетчер передал экипажу фактическую погоду: снег, туман, высота облачности 4000 футов (1200 м), видимость на полосе 1½ мили (2½ км). Также за минуту до происшествия экипаж предупредили о неработающих курсо-глиссадной системе, огнях подхода и среднем приводном радиомаяке. экипаж подтвердил получение информации.
Внешний приводной радиомаяк «Конвейр» пролетел с приборной скоростью 190 узлов и снижаясь с вертикальной 1800 футов (550 м) в минуту, что однако выше установленных. За 20 секунд до удара она возросла до 3000 футов (910 м) в минуту, а за 5 секунд до удара уменьшилась опять до 1800 футов (550 м) в минуту. Поступательная скорость в этот момент составляла 191 узел, а командир дал указание выпустить закрылки на 50° и уменьшить тягу двигателей. Столкновение с деревьями произошло при фактически горизонтальном положении лайнера на скорости 191 узел и на высоте 900 футов (270 м) по данным самописца. Данные, записываемые на «чёрных ящиках» аналогичны показаниям приборов со стороны второго пилота, при этом высотомер второго пилота показывал 899 футов (274 м), а высотомер командира — 856 футов (261 м) над уровнем моря, то есть среднее их значение в момент удара составляло 875 футов (267 м). Изучение работы трубок Пито не обнаружило нарушений в их работе.
В процессе захода на посадку командир на финальной части только и сказал, чтобы довыпустили до 50° закрылки, да уменьшили режим двигателей. Возможно, что он вообще не следил за приборами, пытаясь найти полосу перед собой и перейти на визуальный полёт. Однако в это время согласно показаниям свидетелей на земле снегопад усилился, тем самым приведя к сильному уменьшению видимости, что могло привести к частичной дезориентации пилотов.

### Выводы
Выводы комиссии:
1. Погодные условия позволяли выполнять полёт и не могли привести к катастрофе.
2. Снижаясь от высоты 4000 футов (1200 м) до 3000 футов (910 м), авиалайнер, возможно, был под облаками и вне зоны осадков, пока не подошёл к реке, где столкнулся со снегопадом, при этом видимость упала до 1½ — 2 миль.
3. Видимость на заключительном этапе посадке позволяла экипажу увидеть огни в долине реки, а также, вероятно, и огни аэродрома.
4. Силовые установки самолёта были исправны и выдавали тягу без сбоев вплоть до катастрофы.
5. До момента столкновения с деревьями навигационные системы и системы управления были исправны и функционировали нормально.
6. Нет никаких доказательств пожара на борту (внутри, либо снаружи самолёта) во время полёта.
7. Не было никаких нарушений в работе систем управления, либо в конструкции планера, которые бы привели к снижению под безопасную высоту.
8. Во время полёта и до столкновения структурная целостность конструкции самолёта не была нарушена.
9. Нет никаких доказательств, что катастрофу вызвало столкновение с птицами.
10. Столкновение с деревом произошло на высоте 875 футов (267 м) в горизонтальном положении, выпущенными шасси, с углом выпуска закрылков 50°. Врезавшись в деревья вдоль траектории полёта, самолёт был повреждён и не мог уже продолжать нормальный полёт.
11. Первое столкновение с деревьями произошло на расстоянии 9378 футов (2858 м) от торца полосы и в 429 футов (131 м) западнее продолжения её осевой.
12. Высотомер со стороны командира показывал 856 футов (261 м) над уровнем моря, а высотомер со стороны второго пилота — 899 футов (274 м) над уровнем моря, когда из-за потери электропитания они прекратили работу.
13. Нет никаких доказательств неисправностей, либо нарушений в работе авиационных систем.
14. Не было найдено никаких доказательств нарушений в работе, либо отказов трубок Пито.
15. Экипаж не заметил никаких нарушений в работе самолёта, либо какой-нибудь из систем.
16. Вес и центровка самолёта в момент происшествия находились в пределах допустимого.
17. Функционирующие наземные навигационные средства работали исправно и без отклонений.
18. Не считая ошибки в данных для настройки высотомера, контроль за рейсом 128 со стороны диспетчерской службы аэропорта был нормальным и без нарушений. Сам экипаж, впрочем, перехватил настройку высотомера ещё раньше из радиоэфира и выставил её на своих высотомерах, после чего перепроверил настройку.
19. Курсо-глиссадная система, огни подхода и средний приводной радиомаяк не работали, но экипаж знал об этом и учитывал при выполнении захода на посадку.
20. Нет доказательств, что увеличение входных отверстий приёмников давления, проведённое на самолётах Convair 880, могло способствовать катастрофе.
21. Согласно испытаниям, перенос бортовых самописцев из кабины в хвостовую часть самолёта не повлиял на точность и скорость записи полётных данных.
22. Установленные в аэропорту Цинциннати приборы для определения видимости не позволяли в достаточной мере определять видимость во всех четырёх квадрантах; к тому же они имели недостаточную точность при определении видимости менее пяти миль.
23. При заходе на посадку самолёт после прохождения внешнего приводного радиомаяка попал под мокрый снег.
24. Фактические погодные условия были выше установленного для данного аэропорта погодного минимума.
25. Согласно бортовому самописцу, внешний приводной радиомаяк был пройден на высоте 2340 футов (710 м) над уровнем моря.
26. Установленный в аэропорту радиолокатор для наблюдения за прибывающими воздушными судами был исправен и использовался, однако он не передавал данные о высоте, из-за чего диспетчер не мог предупредить экипаж о снижении под безопасную высоту.
27. Согласно речевому самописцу, экипаж выполнял нормальные процедуры до прохождения внешнего приводного радиомаяка. Также на речевом самописце не зафиксировалось, чтобы кто-то из экипажа заметил отклонения в выполнении захода, пока самолёт не врезался в деревья.
28. Когда командир крикнул о достижении высоты 1290 футов (390 м), второй пилот ему ответил «1090 футов (330 м)». Возможно, только в этот момент экипаж начал понимать, что у них возникли проблемы.
29. Второй пилот не сообщал об отклонениях с показаниях курса посадки, высоты, приборной скорости и скорости снижения.
30. Когда раздались сигналы предупреждения о снижении под безопасную высоту, второй пилот и бортинженер заканчивали чтение контрольной карты перед посадкой, а потому не заметили этих сигналов.
31. Командир не поддерживал установленную минимальную высоту 1290 футов (390 м) над уровнем моря. Вместо этого он просто снизился до высоты 400 футов (120 м) над рекой, забыв, что 1290 футов над уровнем моря, это 400 футов над уровнем аэродрома.
32. Выдавленный герметик, который обнаружили в левой трубке Пито, не мог способствовать катастрофе.

### Заключение
Национальный совет по безопасности на транспорте пришёл к заключению, что катастрофа близ Цинциннати произошла по вине экипажа, который при выполнении посадки попытался перейти на визуальный полёт в ночных условиях, плохих метеоусловиях и без работающих огней подхода, не проведя перед этим перекрёстную проверку высотомеров. Перейдя на визуальный полёт, экипаж ориентировался по объектам на плохо освещённой пересечённой местности, из-за чего, неправильно понимая своё фактическое местонахождение, вывел самолёт на неверную траекторию снижения.

### Комментарии
1. ↑  27-й по счёту построенный CV-880.
2. ↑  Здесь и далее указано Североамериканское восточное время (EST).